# Antoni I (patriarcha Gruzji)
Antoni, imię świeckie Tejmuraz Bagrationi (ur. 17 października 1720 w Telawi, zm. 1 marca 1788 w Tbilisi) – Katolikos-Patriarcha Gruzji w latach 1744–1755 i ponownie od 1764 do 1788.

## Życiorys
Był synem króla Kartlii Jessego oraz Heleny, córki króla Herakliusza I z kachetyńskiej linii Bagrationów. Wychowywał się w Telawi razem z kuzynem od strony matki, przyszłym królem Herakliuszem II. W dzieciństwie i młodości poznał Biblię, zdobył wykształcenie świeckie, w tym poznał języki grecki, perski oraz tatarski (następnie nauczył się także ormiańskiego i łaciny). Na jego edukację znaczący wpływ wywarł archimandryta monasteru Dawid Garedża Spiridion oraz biskup pamfilijski Parteniusz. Gdy Tejmuraz miał 15 lat, został zaręczony z Giwi Amilachwari, jednak do małżeństwo nie doszło, gdy jego narzeczoną porwał irański dowódca Tamaz-chan po zdobyciu w 1735 Tbilisi.
W 1738 Tejmuraz Bagrationi wstąpił do monasteru Dawid Garedżi, po czym przeniósł się do klasztoru Gelati, gdzie złożył wieczyste śluby mnisze przed Katolikosem-Patriarchą Gruzji Grzegorzem II. W 1739 był już przełożonym monasteru Gelati z godnością igumena, zaś w 1740 miała miejsce jego chirotonia na biskupa Kutaisi. Przed 1742 został podniesiony do godności metropolity. W latach 1743–1744 ponownie zamieszkiwał w klasztorze Dawid Garedżi.
W 1744 został wybrany na Katolikosa-Patriarchę Wschodniej Gruzji, pierwszego po okresie okupacji wschodniej Gruzji przez osmańską Turcję oraz jej pełnego podporządkowania Persji. W tym samym roku władzę w Kartlii objął Tejmuraz II, zaś w Kachetii – jego syn Herakliusz II. Antoni poparł przeprowadzane przez nich reformy wewnętrzne i opowiadał się za zjednoczeniem obydwu królestw (co stało się ostatecznie w 1762, pod berłem Herakliusza II, po śmierci jego ojca). Antoni I przeprowadził również reformy w Kościele, ujednolicając ryt nabożeństw i otwierając szereg nowych szkół duchownych. Na bieżąco zapoznawał się z pracami teologów ormiańskich i katolickich, tolerował obecność na terenie Gruzji misjonarzy nieprawosławnych (np. kapucynów), licząc na napływ zagranicznego kapitału do kraju i jego pozytywny wpływ na zrujnowaną gospodarkę gruzińską. Z powodu jego tolerancji wobec katolików został w 1755, po ich wygnaniu z Kartlii przez Tejmuraza II, oskarżony o zdradę prawosławia. 16 grudnia 1755 Sobór Lokalny Gruzińskiego Kościoła Prawosławnego ogłosił go heretykiem, pozbawił godności Katolikosa-Patriarchy i prawa odprawiania nabożeństw. Przez osiemnaście miesięcy przebywał w więzieniu, po czym pozwolono mu wyjechać do Rosji. Na jego następcę wybrany został dotychczasowy arcybiskup ruiski Józef.
16 marca 1757 Świątobliwy Synod Rządzący Rosyjskiego Kościoła Prawosławnego uznał zarzuty postawione Antoniemu za bezpodstawne i pozwolił mu wejść w skład episkopatu Cerkwi rosyjskiej. 23 listopada 1757 został wyznaczony na biskupa włodzimierskiego i jaropolskiego. Nauczył się języka rosyjskiego i cerkiewnosłowiańskiego.
Po śmierci Tejmuraza II i zjednoczeniu Kartlii i Kachetii pod berłem Herakliusza II nowy władca zaprosił Antoniego ponownie do Gruzji. W 1764 Sobór Gruzińskiego Kościoła Prawosławnego przywrócił mu godność Katolikosa-Patriarchy Gruzji. Duchowny czynnie włączył się w życie kulturalne i społeczne kraju, sam prowadząc działalność literacką, wspierając rozwój edukacji i druku. W 1772 uczestniczył w negocjacjach gruzińsko-rosyjskich zakończonych ostatecznie podpisaniem traktatu gieorgijewskiego. W związku z objęciem Gruzji protektoratem rosyjskim Katolikos-Patriarcha Gruzji wszedł w skład Świątobliwego Synodu Rządzącego Rosyjskiego Kościoła Prawosławnego.
W latach 1740–1758 dokonał nowej redakcji minei oraz uzupełnił używany w Gruzji kalendarz liturgiczny, wykorzystując źródła rosyjskie. Sam pisał żywoty świętych gruzińskich, jest autorem szeregu tekstów teologicznych (w tym fundamentalnej czterotomowej pracy podzielonej na opracowanie teologii dogmatycznej, praktycznej, mistycznej oraz tom polemik), historycznych i filozoficznych. Opracował również podręcznik gramatyki języka gruzińskiego i przetłumaczył na gruziński podręcznik fizyki K. Wolfa, przyczyniając się do sformułowania gruzińskiej fachowej terminologii fizycznej.
Zmarł w 1788 i został pochowany w katedrze Sweti Cchoweli.